# کارل ادوارد روتویت
کارل ادوارد روتویت (انگلیسی: Carl Edvard Rotwitt; ۲ مارس ۱۸۱۲ – ۸ فوریهٔ ۱۸۶۰) یک سیاست‌مدار اهل دانمارک بود.